# Козлов, Алексей Викторович (футболист)
Алексе́й Ви́кторович Козло́в (23 февраля 1970, Ашхабад, Туркменская ССР, СССР) — советский, туркменский и российский футболист, полузащитник. Играл за национальную сборную Туркменистана.

## Карьера

### Клубная
Алексей Козлов — воспитанник туркменского футбола. Начинал профессиональную карьеру в ашхабадском «Копетдаге».
В сезоне 1992/93 выступал в турецком «Генчлербирлиги»: за клуб отыграл 28 игр (26 в первенстве и 2 на кубок) и забил 1 мяч.
В 1995 году играл в клубе второй лиги России махачкалинском «Анжи». Следующий сезон провёл в «Сатурне» из Раменского, который выступал рангом выше. С 1997 по 1999 годы играл в «Коломне». После того как в 2000 году легионерам было запрещено выступать во Втором дивизионе, покинул клуб. Вернулся в 2002 году.
Тренировал юношескую команду ФК «Гигант».

### В сборной
В сборной Туркменистана выступал с начала её основания с 1992 года, в частности, играл на Кубке Центрально-Азиатских стран.